# Vladimir Chepelin
Vladimir Chepelin (en biélorusse : Уладзімір Чапелін, Uladzimir Chapelin et en russe : Владимир Витальевич Чепелин, Valdimir Vitalyevitch Chepelin), né le 15 juillet 1988 à Moguilev, est un biathlète biélorusse.

## Carrière
Membre du club de Mogilev, il commence sa carrière internationale en 2006-2007 et obtient plusieurs succès chez les juniors, gagnant une médaille aux Championnats du monde junior et deux médailles aux Championnats d'Europe junior en 2009, ainsi que trois médailles aux Championnats du monde junior de biathlon d'été. 
Il fait ses débuts en Coupe du monde en 2010, marquant directement ses premiers points avec une 25e place à Anterselva. En 2011, il est médaillé de bronze en relais aux Championnats d'Europe à Racines.
Il participe aux Jeux olympiques d'hiver de 2014, où son meilleur résultat individuel est 29e.
Il monte sur son premier podium en Coupe du monde en décembre 2016 en terminant troisième de l'individuel d'Östersund.
Aux Jeux olympiques d'hiver de 2018, à Pyeongchang, il est notamment cinquième du relais mixte. En 2018, il obtient aussi un podium en IBU Cup dans un individuel et son deuxième top dix en Coupe du monde à Antholz (9e du sprint).
Chepelin dispute son ultime saison dans l'élite en 2018-2019, où il est notamment quinzième de l'individuel aux Championnats du monde à Östersund.
Lors des Championnats du monde, ses meilleurs résultats sont une quatrième place au relais mixte en 2015 et une treizième au sprint en 2016.

## Palmarès

### Jeux olympiques d'hiver
| Épreuve / Édition                | Individuel | Sprint | Poursuite | Départ en masse | Relais | Relais mixte |
| Jeux olympiques 2014 Sotchi      | 49e        | 29e    | 41e       | —               | 13e    | 10e          |
| Jeux olympiques 2018 Pyeongchang | 30e        | 34e    | 36e       | —               | 8e     | 5e           |

 : épreuve inexistante lors de cette édition.

### Championnats du monde
| Mondiaux \ Épreuve        | Individuel | Sprint | Poursuite | Départ en masse | Relais | Relais mixte | Relais mixte simple              |
| 2011 Khanty-Mansiïsk      | —          | 59e    | 58e       | —               | 13e    | —            | Épreuve inexistante à cette date |
| 2013 Nové Město na Moravě | 46e        | 56e    | 53e       | —               | 14e    | —            | Épreuve inexistante à cette date |
| 2015 Kontiolahti          | 41e        | 43e    | 38e       | —               | 10e    | 4e           | Épreuve inexistante à cette date |
| 2016 Holmenkollen         | 56e        | 13e    | 23e       | 13e             | 15e    | 9e           | Épreuve inexistante à cette date |
| 2017 Hochfilzen           | 31e        | 65e    | —         | —               | 19e    | 22e          | Épreuve inexistante à cette date |
| 2019 Östersund            | 15e        | 40e    | 41e       | —               | 10e    | —            | 16e                              |

Légende :

 : épreuve inexistante à cette date

— : Vladimir Chepelin n'a pas participé à cette épreuve

### Coupe du monde
- Meilleur classement général : 42e en 2015.
- 1 podium individuel : 1 troisième place.

#### Classements en Coupe du monde
| Saison    | Classement général final |
| 2009-2010 | 96e                      |
| 2010-2011 | 101e                     |
| 2011-2012 | nc                       |
| 2012-2013 | nc                       |
| 2013-2014 | 62e                      |
| 2014-2015 | 42e                      |
| 2015-2016 | 47e                      |
| 2016-2017 | 47e                      |
| 2017-2018 | 68e                      |
| 2018-2019 | 59e                      |

### Championnats du monde junior
- Médaille de bronze du relais en 2009.

### Championnats d'Europe
- Médaille de bronze du relais en 2011.

### Championnats d'Europe junior
- Médaille de bronze du sprint et de relais en 2009.

### IBU Cup
- 1 podium.